# Edward Hennig
Edward August Hennig (Cleveland, 13 ottobre 1879 – Cleveland, 28 agosto 1960) è stato un ginnasta e multiplista statunitense.

## Carriera
Hennig partecipò ai Giochi olimpici di Saint Louis 1904, dove vinse due medaglie d'oro nella sbarra (ex æquo con Anton Heida) e nella rotazione con le clave. Alla stessa Olimpiade giunse cinquantesimo nel concorso generale individuale, trentaseiesimo nella gara di triathlon, quinto nel concorso a quattro eventi, cinquantanovesimo nel concorso a tre eventi e tredicesimo nel concorso a squadre.

## Palmarès
In carriera ha conseguito i seguenti risultati:
- Giochi olimpici

St. Louis 1904: due medaglie d'oro nella sbarra e nella rotazione con le clave.